# Pauline Collins
Pauline A. Collins OBE (Exmouth, Devon, Anglaterra, 3 de setembre de 1940) és una actriu anglesa.

## Filmografia
| Any       | Títol                                                                   | Paper                      | Director                                    | Notes |
| --------- | ----------------------------------------------------------------------- | -------------------------- | ------------------------------------------- | --- |
| 1963      | Emergency – Ward 10                                                     | Infermera Elliott          | Phil Brown                                  | TV Series (1 episodi) |
| 1966      | Secrets of a Windmill Girl                                              | Pat Lord                   | Arnold L. Miller                            | |
| 1966      | The Marriage Lines                                                      | Jean                       | Robin Nash                                  | Sèrie de televisió (1 episodi: "Big Business")                                                                            |
| 1966      | Pardon the Expression                                                   | Miss Wainwright / Val      | Michael Cox                                 | Sèrie de televisió (3 episodis)                                                                                           |
| 1966      | The Corridor People                                                     | Syrie's maid               | David Boisseau                              | Sèrie de televisió (1 episodi: "Victim as Black")                                                                         |
| 1966      | Theatre 625                                                             | Clara                      | James Ferman                                | Sèrie de televisió (1 episodi: "Amerika")                                                                                 |
| 1966      | The Saint                                                               | Marie-Therese              | Gordon Flemyng                              | Sèrie de televisió (1 episodi: "The Better Mousetrap")                                                                    |
| 1966      | Blackmail                                                               | Freida Straker             |                                             | Sèrie de televisió (1 episodi: "Please Do Not Disturb")                                                                   |
| 1966      | The Three Musketeers                                                    | Kitty                      | Peter Hammond                               | Telefilm (1 episodi: "Branded")                                                                                           |
| 1966      | The Making of Jericho                                                   |                            |                                             | Telefilm |
| 1967      | Doctor Who                                                              | Samantha Briggs            | Gerry Mill                                  | The Faceless Ones (6 episodis)                                                                                            |
| 1967      | Softly, Softly                                                          | Marilyn                    | Bill Hays                                   | Sèrie de televisió (1 episodi: "Somebody Important")                                                                      |
| 1968      | B and B                                                                 | Chantal                    |                                             | Sèrie de televisió (1 episodi: "Pilot: B and B")                                                                          |
| 1968      | Armchair Theatre                                                        | Betty / Mary Murtagh       | Guy Verney Marc Miller                      | Sèrie de televisió (2 episodis)                                                                                           |
| 1969      | The Old Campaigner                                                      | Winnie Haldane             |                                             | Sèrie de televisió (1 episodi: "French Farce")                                                                            |
| 1969      | Comedy Playhouse                                                        | Dawn / Marjorie            |                                             | Sèrie de televisió (2 episodis)                                                                                           |
| 1969      | The Liver Birds                                                         | Dawn                       |                                             | Sèrie de televisió (5 episodis)                                                                                           |
| 1969      | The Wednesday Play                                                      | Angelina / Joan Percival   | Marc Miller John Mackenzie                  | Sèrie de televisió (2 episodis)                                                                                           |
| 1969      | Parkin's Patch                                                          | Doreen Ashworth            | Raymond Menmuir                             | Sèrie de televisió (1 episodi: "A Pair of Good Shoes")                                                                    |
| 1970      | The Mating Machine                                                      | Elizabeth                  | Howard Ross                                 | Sèrie de televisió (1 episodi: "Who Sleeps on the Right?")                                                                |
| 1972      | Thirty-Minute Theatre                                                   | Noia                       | Gilchrist Calder                            | Sèrie de televisió (1 episodi: "King's Cross Lunch Hour")                                                                 |
| 1972      | Country Matters                                                         | Ruby                       |                                             | Minisèrie (1 episodi: "Crippled Bloom")                                                                                   |
| 1971-1973 | A dalt i a baix                                                         | Sarah Moffat               | Diversos directors                          | Sèrie de televisió (13 episodis) Nominació − BAFTA a la millor actriu de televisió                                        |
| 1973      | Armchair 30                                                             | Carol                      | Piers Haggard                               | Sèrie de televisió (1 episodi: "Carol's Story")                                                                           |
| 1974      | No, Honestly                                                            | Clara Burrell-Danby        | David Askey                                 | Sèrie de televisió (13 episodis)                                                                                          |
| 1975      | BBC Play of the Month                                                   | Lady Teazle                | Stuart Burge                                | Sèrie de televisió (1 episodi: "The School for Scandal")                                                                  |
| 1975-1976 | Wodehouse Playhouse                                                     | Diversos personatges       | Diversos directors                          | Sèrie de televisió (13 episodis)                                                                                          |
| 1979      | Thomas & Sarah                                                          | Sarah Moffat               | Diversos directors                          | Sèrie de televisió (13 episodis)                                                                                          |
| 1979      | Play for Today                                                          | Eileen                     | Stephen Frears                              | Sèrie de televisió (1 episodi: "Long Distance Information")                                                               |
| 1980      | Tales of the Unexpected                                                 | Pat Lewis                  | Graham Evans                                | Sèrie de televisió (1 episodi: "A Girl Can't Always Have Everything")                                                     |
| 1983      | Little Misses and the Mr. Men                                           | Narrador                   | Trevor Bond Terry Ward                      | Sèrie de televisió |
| 1984      | Knockback                                                               | Sylvia                     | Piers Haggard                               | Telefilm |
| 1985      | Tropical Moon Over Dorking                                              | Myra                       | Robert Chetwyn                              | Telefilm |
| 1985      | The Black Tower                                                         | Maggie Hewson              | Ronald Wilson                               | Minisèrie (5 episodes) |
| 1988      | Tales of the Unexpected                                                 | Eve Peregrine              | Barry Davis                                 | Sèrie de televisió (1 episodi: "The Colonel's Lady")                                                                      |
| 1989-1992 | Forever Green                                                           | Harriet Boult              | David Giles Sarah Hellings Christopher King | Sèrie de televisió (18 episodis)                                                                                          |
| 1989      | Shirley Valentine                                                       | Shirley Valentine-Bradshaw | Lewis Gilbert                               | BAFTA a la millor actriu Nominació − Oscar a la millor actriu Nominació − Globus d'Or a la millor actriu musical o còmica |
| 1992      | La ciutat de l'alegria (City of Joy)                                    | Joan Bethel                | Roland Joffé                                | |
| 1995      | My Mother's Courage                                                     | Elsa Tabori                | Michael Verhoeven                           | |
| 1996      | Flowers of the Forest                                                   | Aileen Matthews            | Michael Whyte                               | Telefilm |
| 1997      | Paradise Road                                                           | Daisy "Margaret" Drummond  | Bruce Beresford                             | |
| 1998-1999 | The Ambassador                                                          | Harriet Smith              | Diversos directors                          | Sèrie de televisió (13 episodis)                                                                                          |
| 2000      | Little Grey Rabbit                                                      |                            | Jean Flynn                                  | Sèrie de televisió |
| 2000      | One Life Stand                                                          | Públic del karaoke         | May Miles Thomas                            | |
| 2002      | Mrs Caldicot's Cabbage War                                              | Thelma Caldicot            | Ian Sharp                                   | |
| 2002      | Man and Boy                                                             | Betty Silver               | Simon Curtis                                | Sèrie de televisió |
| 2003      | Sparkling Cyanide                                                       | Dr. Catherine Kendall      | Tristram Powell                             | Sèrie de televisió |
| 2005      | Bleak House                                                             | Maud Havisham Flite        | Justin Chadwick Susanna White               | Sèrie de televisió (10 episodis)                                                                                          |
| 2006      | Doctor Who                                                              | Reina Victòria             | Euros Lyn                                   | Sèrie de televisió (1 episodi: "Tooth and Claw")                                                                          |
| 2006      | What We Did on Our Holiday                                              | Lil Taylor                 | Jeremy Webb                                 | Telefilm |
| 2009      | From Time to Time                                                       | Mrs. Tweedie               | Julian Fellowes                             | |
| 2010      | Agatha Christie's Marple                                                | Thyrza Grey                | Andy Hay                                    | Sèrie de televisió (1 episodi: "The Pale Horse")                                                                          |
| 2010      | Merlín                                                                  | Alice                      | Alice Troughton                             | Sèrie de televisió (1 episodi: "Love in the Time of Dragons")                                                             |
| 2010      | Coneixeràs l'home dels teus somnis (You Will Meet a Tall Dark Stranger) | Cristal                    | Woody Allen                                 | |
| 2011      | Albert Nobbs                                                            | Margaret 'Madge' Baker     | Rodrigo García                              | |
| 2011-2012 | Mount Pleasant                                                          | Sue                        | Dewi Humphreys Ian Barnes Dermot Boyd       | Sèrie de televisió (14 episodis)                                                                                          |
| 2012      | El quartet                                                              | Cissy Robson               | Dustin Hoffman                              | |
| 2015      | Dough                                                                   | Joanna                     | John Goldschmidt                            | |
| 2015      | The Time of Their Lives                                                 | Priscilla                  | Roger Goldby                                | |
| 2015-2016 | Dickensian                                                              | Mrs Gamp                   | Tony Jordan                                 | Sèrie de televisió (20 episodis)                                                                                          |